# تروي تايلور
تروي تايلور (28 فبراير 1984 في المملكة المتحدة - ) (بالإنجليزية: Troy Taylor)‏ هو لاعب كريكت بريطاني.